# Eumerus spinifer
Eumerus spinifer är en tvåvingeart som beskrevs av Doesburg 1955. Eumerus spinifer ingår i släktet månblomflugor, och familjen blomflugor. Inga underarter finns listade i Catalogue of Life.